# Gai Iljitsch Sewerin

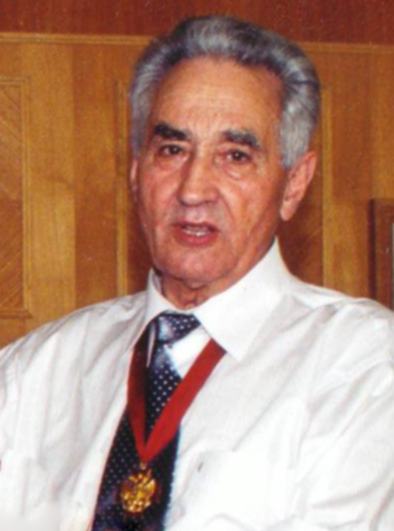
Gai Sewerin (2001)

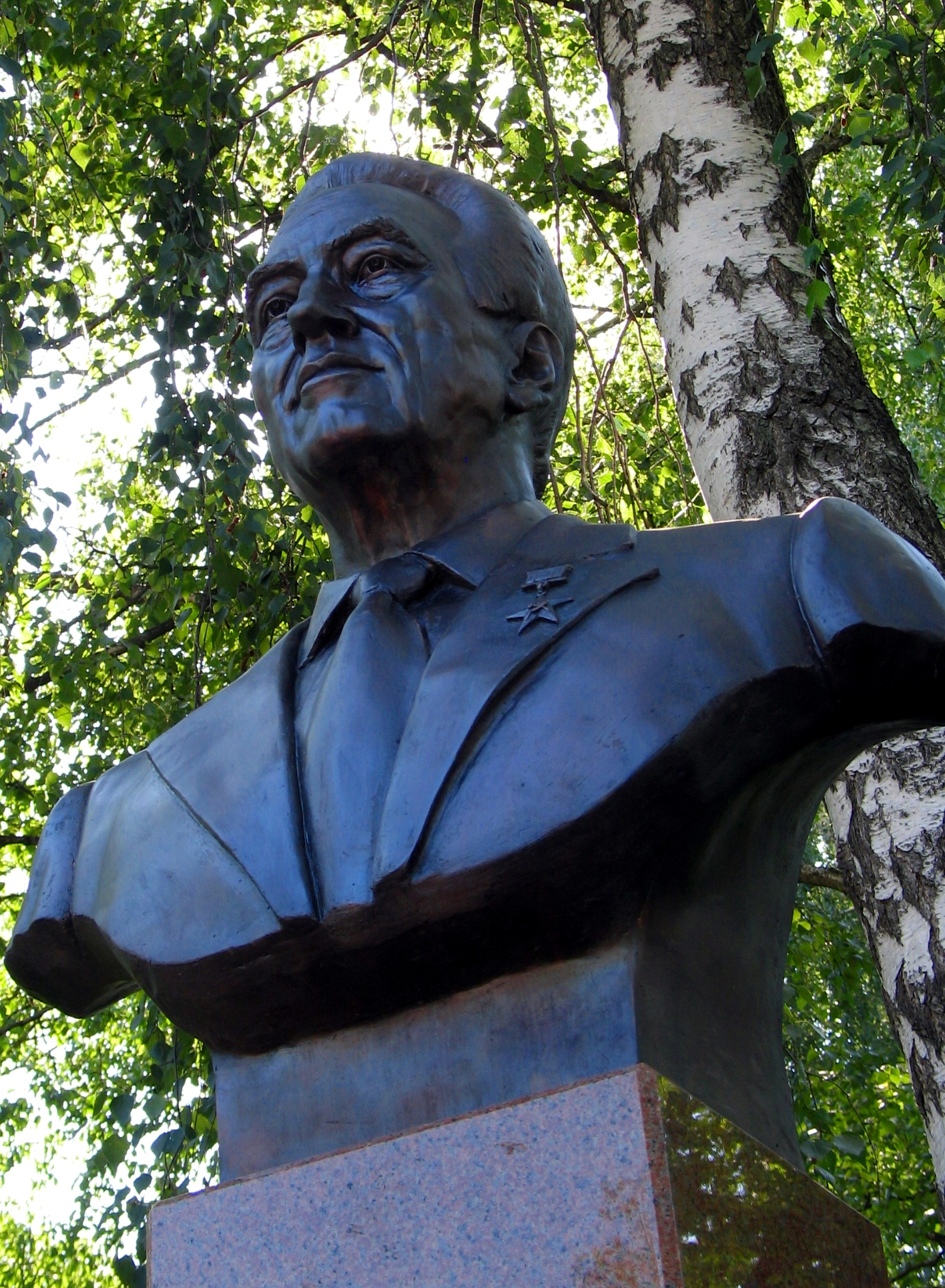
Bronzebüste von Gai Sewerin in Tomilino

Gai Iljitsch Sewerin (russisch Гай Ильич Северин; englische Transkription: Guy Ilyich Severin; * 24. Juli 1926 in Tschudowo; † 7. Februar 2008 in Moskau) war Mitglied der Russischen Akademie der Wissenschaften und Generaldirektor von NPP Swesda.

## Leben
Sewerin studierte an der Universität für Luft- und Raumfahrt in Moskau. Bereits 1947 arbeitete und forschte er an der Michail-Gromow-Hochschule für Flugforschung. Er zeichnete wesentlich verantwortlich für die Entwicklung von Raumanzügen und Rettungssystemen, insbesondere für die Wostok-Klasse.
Seit 1964 war Sewerin Chefdesigner, später auch gleichzeitig Generaldirektor des NPP Swesda in Tomilino. In dieser Position blieb er bis in postsowjetische Zeit. Er und sein Team setzten ihre Arbeit für die Woschod- und Sojus-Schiffe erfolgreich fort.
Sewerin lehrte auch als Professor, war Autor mehrerer Fachpublikationen zu Raumanzügen und war ein Mitglied der Internationalen Akademie der Astronautik.
Es war ebenfalls ein passionierter Skifahrer und konnte zweimal Champion der UdSSR im alpinen Skisport werden. Ein russischer Skiverein ist nach Sewerin benannt. Bei einem Skiunfall brach er sich beide Beine, in dessen Folge er verstarb. Sewerin hinterließ eine Witwe und zwei Kinder.